# 241368 Hildjózsef
241368 Hildjózsef è un asteroide della fascia principale. Scoperto nel 2008, presenta un'orbita caratterizzata da un semiasse maggiore pari a 2,7795347 au e da un'eccentricità di 0,0732732, inclinata di 9,16852° rispetto all'eclittica.